# 아마테라스와 스사노오의 서약
아마테라스와 스사노우의 서약(일본어: アマテラスとスサノオの誓約 アマテラスとスサノオのうけい[*])은 고사기와 일본서기에 기록된 아마테라스와 스사노우가 행한 서약을 말한다.

## 줄거리

### 고사기
이자나기 가 스사노우에게 해원의 지배를 명했을 때 스사노오는 이자나미가 있는 뿌리의 나라(황천의 나라)에 가고 싶다고 울자 천지에 심대한 피해가 내려졌다. 이자나기는 화가나서 "그렇다면 이 나라에 살면 안 돼겠구나"라며 그를 추방했다.
스사노우는 누나인 아마테라스를 만나서 뿌리의 나라로 가자고 생각하고 아마테라스가 다스리는 타카아마하라로 올라갔다. 그러자 산천이 요동치며 국토가 모두 진동하여 아마테라스는 스사노우가 타카아마하라를 뺏으러 오는 줄 알고 궁시를 들고 그를 맞이했다.